# Marzec 2007

## 1 marca2007
- PGNiG ogłosiło zakup od amerykańskiego potentata naftowego ExxonMobil 15% udziałów w spółce posiadającej prawo do eksploatacji złóż gazu ziemnego i ropy naftowej w północnej Norwegii. (Gazeta.pl)

## 2 marca2007
- Leszek Balcerowicz został wybrany na przewodniczącego Rady Towarzystwa Ekonomistów Polskich[1].
- 3 dni po niespodziewanym radiowym wystąpieniu „na żywo” chorego od lipca 2006 r. Fidela Castro minister spraw zagranicznych Kuby oświadczył, że 80-letni dyktator odzyskuje zdrowie i że ma nadzieję, iż „powróci do pracy w stosownym momencie”.

## 3 marca2007
- Kazimierz Nycz, biskup koszalińsko-kołobrzeski, został mianowany przez Benedykta XVI nowym metropolitą warszawskim[2].

## 4 marca2007
- W wieku 64 lat zmarł Tadeusz Nalepa polski muzyk bluesowy i rockowy. (Gazeta.pl)

## 5 marca2007
- Złotego Orła w kategorii najlepszy film przyznano Placowi Zbawiciela. Ponadto film Joanny i Krzysztofa Krauzego zdobył trzy inne nagrody: za reżyserię oraz kobiece role pierwszo- i drugoplanową. (Gazeta.pl)
- Przed Międzynarodowym Trybunałem Sprawiedliwości w Hadze rozpoczęły się przesłuchania w sprawie sporu o granicę morską między Nikaraguą i Hondurasem, który od 1999 roku grozi wojną między oboma państwami.

## 6 marca2007
- Zmarł Jean Baudrillard, francuski filozof, jeden z inicjatorów nurtu postmodernistycznego w teorii społecznej[3].
- Ghana obchodziła 50-lecie niepodległości, a jego obchody odbyły się pod przewodem prezydenta Johna Kufuora (psz.pl)
- W Indonezji, na wyspie Sumatra, miało miejsce trzęsienie ziemi, które pochłonęło co najmniej 70 ofiar. (bbc.co.uk)

## 7 marca2007
- W Irlandii Północnej odbyły się wybory do lokalnego samorządu (Zgromadzenia Stormont) w Belfaście, mające na celu stworzenie rządu niezależnego od Londynu. Wygrali je przedstawiciele skrajnych ugrupowań, protestanci z Democratic Unionist Party oraz katolicy z Sinn Féin (Wyborcza.pl).

## 8 marca2007
- Agencja prasowa Associated Press poinformowała media o tym, że jeden z zaufanych członków wspólnoty tworzącej anglojęzyczną Wikipedię nie jest, wbrew swoim deklaracjom, profesorem teologii; Jimbo Wales skomentował to wydarzenie, podkreślając rolę weryfikowalności informacji, a nie autoproklamacji dotyczących kompetencji autorów.
- W szpitalu we Florencji zmarło dziecko, które przeżyło aborcję dokonaną w 22. tygodniu jego życia. Matka zgodziła się na zabieg, bo lekarze powiedzieli jej po badaniach USG, że dziecko ma poważne wady wrodzone; orzeczenie to okazało się jednak pomyłką.[4]

## 9 marca2007
- Podczas kilkudniowej wizyty w Ameryce Łacińskiej, George W. Bush odwiedził m.in. Brazylię, z którą podpisał umowę o produkcji biopaliw. Określa ona wspólne standardy produkcji etanolu z trzciny cukrowej i kukurydzy. (polityka.org.pl).
- Profesor Tomasz Węcławski zrezygnował z funkcji kapłańskich[5].

## 10 marca2007
- W Bagdadzie miała miejsce międzynarodowa konferencja w sprawie przyszłości Iraku. Uczestniczyły w niej państwa sąsiadujące z Irakiem oraz stali członkowie Rady Bezpieczeństwa ONZ. (bbc.co.uk).

## 11 marca2007
- Jacques Chirac oficjalnie ogłosił, że nie będzie walczył o fotel prezydencki w czasie najbliższych wyborów we Francji[6].
- Zmarła w Lublinie dr n. med. Helena Gulanowska (z d. Pilść), działacz pro-life i polonijny[7].

## 12 marca2007
- Pisarz Gabriel Garcia Marquez zaangażował się w negocjacje między rządem Kolumbii a organizacją partyzancką Ejército de Liberación Nacional (bbc.co.uk).

## 13 marca2007
- Senat USA uchwalił ustawę o zabezpieczeniach przeciw terroryzmowi, której częścią jest warunkowe zniesienie wiz m.in. dla Polski.
- Amerykańscy badacze stwierdzili, że około jedna trzecia żołnierzy wracających z frontów w Afganistanie i w Iraku cierpi na choroby psychiczne. W 52% przypadków, weterani chorują na zespół stresu pourazowego (cnn.com).
- Trybunał Konstytucyjny orzekł, że przepis dotyczący utraty mandatu wójta, burmistrza, prezydenta miasta oraz radnego w wyniku niezłożenia przez niego w terminie oświadczenia majątkowego jest niezgodny z Konstytucją. (Orzeczenie TK).

## 14 marca2007
- W wieku 86 lat zmarł Zygmunt Kęstowicz, polski aktor teatralny i filmowy[8].
- Lewicowi partyzanci z FARC porwali w kolumbijskim departamencie Chocó dziewięciu rządowych geologów, oskarżając ich o grabież bogactw naturalnych kraju i żądając za ich uwolnienie okupu.

## 15 marca2007
- Amerykańska agencja rządowa National Oceanic and Atmospheric Administration ogłosiła, że kończąca się zima była najcieplejszą w historii współczesnej meteorologii, czyli od ponad 100 lat.
- Policja orzekła, że 25-letni Michał Gruszczyński, podejrzewany o zabójstwo dwóch braci w Wołominie, mógł popełnić samobójstwo, a nie, jak uważano wcześniej, zostać zastrzelony przez policję na warszawskiej Pradze.

## 16 marca2007
- Parlament Chin zadecydował o zwiększeniu prawa do własności prywatnej. Utrzymano jednak państwowość ziemi. (bbc.co.uk).

## 17 marca2007
- Kanclerz Niemiec Angela Merkel zakończyła dwudniową wizytę w Polsce[9]. (Gazeta Wyborcza)

## 18 marca2007
- W Melbourne, w Australii rozpoczęły się 12. Mistrzostwa Świata w Sportach Wodnych.

## 19 marca2007
- Na warszawskiej Giełdzie Papierów Wartościowych powstały dwa nowe indeksy: mWIG40, który zastąpił MIDWIG oraz sWIG80 zamiast WIRR.
- Policja Panamy podała, że zatrzymała u wybrzeży Pacyfiku łódź z rekordowym transportem 19,4 ton kokainy z Kolumbii.

## 20 marca2007
- Europejski Trybunał Praw Człowieka uznał, że polskie władze naruszyły Konwencję o ochronie praw człowieka i podstawowych wolności, w ten sposób, że nie przewidziały procedury odwoławczej dla kobiet, którym odmówiono aborcji. W konkretnym postępowaniu Trybunał przyznał Alicji Tysiąc odszkodowanie w wysokości 25 tys. euro.
- W katastrofie górniczej w kopalni Uljanowskaja koło Nowokuźniecka zginęło ponad 100 górników[10].
- Amerykańscy ornitolodzy ogłosili, że w peruwiańskiej dżungli zaobserwowano po raz pierwszy na wolności rzadki gatunek sóweczki wąsatej, odkryty w 1976 r.

## 21 marca2007
- Komisja Europejska skierowała sprawę budowy obwodnicy Augustowa przez dolinę rzeki Rospudy do Trybunału Sprawiedliwości UE[11].

## 22 marca2007
- Dziennik ujawnił taśmy na których Józef Oleksy w rozmowie z Aleksandrem Gudzowatym oskarża swoich kolegów z SLD oraz byłego prezydenta Aleksandra Kwaśniewskiego o korupcję.
- The American Institute of Mathematics poinformował o zakończeniu trwającej cztery lata pracy nad grupą Liego E8.
- Marek Jurek, marszałek sejmu poparł projekt zmiany w Kodeksie karnym całkowicie zakazującej produkcji, sprzedaży oraz posiadania pornografii złożony przez posłów PiS z Marianem Piłką na czele.
- Wydział Dyscypliny PZPN zdecydował o zastosowaniu wobec Arki Gdynia środka zapobiegawczego w postaci miesięcznego zawieszenia w prawach członka.

## 23 marca2007
- Irańska marynarka wojenna pojmała 15 brytyjskich marynarzy z fregaty H.M.S. Cornwall patrolującej irackie wody Zatoki Perskiej. Ambasador Iranu w Londynie został wezwany w trybie natychmiastowym do złożenia wyjaśnień w sprawie tego incydentu i zwolnienia marynarzy, Teheran nie udzielił jednak komentarzy w tej sprawie.[12]
- Wicepremier Iraku, sunnita Salam Zikam Ali az-Zauba’i został ciężko ranny w zamachu samobójczym w Bagdadzie.
- W stolicy Demokratycznej Republiki Konga, Kinszasie, w walkach pomiędzy wojskiem a sympatykami Jean-Pierre’a Bemby, kandydata opozycji w ubiegłorocznych wyborach prezydenckich, zginęło 150 osób.
- Władze Brazylii wprowadziły nowe przepisy dotyczące pozyskiwania drewna w Amazonii, oparte na zasadach zrównoważonego rozwoju.

## 24 marca2007
- Prokurator z prokuratury w Warszawie wszczął śledztwo w sprawie znieważenia prezydenta Lecha Kaczyńskiego przez byłego prezydenta Lecha Wałęsę, który nazwał go „durniem” po publikacji raportu Macierewicza[13].
- Zamachowiec-samobójca zdetonował ładunek wybuchowy na targu w mieście Tal Afar na północy Iraku, zabijając 10 ludzi i raniąc trzech.
- W ciągu dwudniowych walk wojsk rządowych z tamilskimi separatystami z organizacji Tygrysów-Wyzwolicieli Tamilskiego Ilamu zginęły 42 osoby.

## 25 marca2007
- W krajach Unii Europejskiej obchodzona jest 50. rocznica podpisania Traktatów rzymskich, ustanawiających Wspólnotę Europejską.
- Podczas swojej wizyty na Bliskim Wschodzie, amerykańska sekretarz stanu Condoleezza Rice zaapelowała o zakończenie konfliktu izraelsko-arabskiego, co wydaje jej się koniecznym etapem na drodze do rozwiązania konfliktu izraelsko-palestyńskiego (bbc.co.uk).
- Na posiedzeniu Rady Krajowej SLD zarząd zawiesił Józefa Oleksego w prawach członka partii na trzy miesiące.
- Rebelianci tamilscy z organizacji Tygrysów-Wyzwolicieli Tamilskiego Ilamu (LTTE) przeprowadzili atak na bazę lankijskiego lotnictwa wojskowego koło stolicy Sri Lanki, Kolombo. Dwóch lotników zginęło, kilkunastu zostało rannych.
- Jedna osoba zginęła, a co najmniej 150 zostało rannych, wskutek potężnego trzęsienia ziemi – o sile 6,9 stopnia w skali Richtera – które nawiedziło środkową Japonię.
- Pobliże Vanuatu nawiedziły dwukrotnie wstrząsy o sile 7,2 oraz 6,0 stopni w skali Richtera.

## 26 marca2007
- 31-letni Australijczyk David Hicks, pierwszy więzień z bazy w Guantanamo sądzony przed nowym amerykańskim trybunałem ds. zbrodni wojennych, przyznał się do współpracy z Al-Ka’idą podczas wojny z terroryzmem w Afganistanie. (Wyborcza.pl)

## 27 marca2007
- W ramach ogólnopolskiej akcji przeciw pedofilii internetowej zatrzymano 34 osoby pod zarzutem posiadania i rozpowszechniania pornografii dziecięcej. (gazeta.pl)
- Rosja i Łotwa podpisały w Moskwie traktat graniczny, w którym Łotwa zrezygnowała z roszczeń do okręgu Pytałowo[14].
- Ponad 90 osób zginęło w pożarze ropy naftowej z uszkodzonego samochodu-cysterny w nigeryjskim stanie Kaduna.
- Co najmniej 50 osób zginęło w eksplozjach dwóch ciężarówek z materiałem wybuchowym w mieście Tal Afar w północnym Iraku.
- Tamilski zamachowiec-samobójca wjechał traktorem do obozu armii lankijskiej na wschodzie Sri Lanki, detonując ukryty w pojeździe ładunek. Zginęło siedmiu żołnierzy.

## 29 marca2007
- Józef Oleksy złożył rezygnację z członkostwa w Sojuszu Lewicy Demokratycznej[15].
- Co najmniej 60 ludzi zginęło w samobójczym zamachu na targowisku w szyickiej dzielnicy Szab w północnym Bagdadzie.
- Ze względu na utrudnione przez topniejącą pokrywę lodową Arktyki warunki rozrodu fok grenlandzkich władze Kanady ograniczyły z 335 000 do 270 000 liczbę tegorocznych zezwoleń na polowania, opóźniły datę ich rozpoczęcia i zapowiedziały ściślejszą kontrolę myśliwych. Obrońcy zwierząt uznali te ograniczenia kontrowersyjnych polowań za niewystarczające.(Ratujfoki.pl)